# Claudio Antón de Luzuriaga
Claudio Antón de Luzuriaga (Soto de Cameros, La Rioja, Španjolska 1810.—San Sebastián, Španjolska, 1874.) bio je španjolski odvjetnik i političar koji je služio kao španjolski ministar vanjskih poslova 1854. godine. 